# Isogenoides frontalis
Isogenoides frontalis är en bäcksländeart som först beskrevs av Newman 1838.  Isogenoides frontalis ingår i släktet Isogenoides och familjen rovbäcksländor. Inga underarter finns listade i Catalogue of Life.